# أباتش
أباتش (بالفرنسية: Apach)‏ هي بلدية فرنسية يبلغ عدد سكانها 1061 نسمة (اعتباراً من 1 يناير 2018) في مقاطعة موسيل في منطقة جراند إيست ( حتى عام 2015)، وتنتمي إلى دائرة ثيونفيل. تقع بلدية أباتش على نهر موزيل في المثلث الحدودي لألمانيا وفرنسا ولوكسمبورغ. المدن المجاورة لها من ناحية ألمانيا مدينة بيرل في الشمال، وومرتشويلير الفرنسية في الشرق وكريشليس سيرك في الجنوب الشرقي ،وسيركليس باينس في الجنوب الغربي، وتشنجن (في لوكسمبورغ) في الشمال الغربي.

## تاريخ
```
ذكرت تلك البلدية لأول مرة في عام 1196م باسم اسباتش. كانت خاضعة لحكم سيرك مينسبيرق في مقاطعة لتزيلبرق لعدة قرون وضمت إلى فرنسا عام 1661م. ومنعام 1815-1833م تم دمجها إلى قرية كريتشلس سيرك المجاورة. وبعد الحرب الفرنسية البروسية 1870-1871م أدت اتفاقية السلام في فرانكفورت إلى تأسيس الإمبراطورية الألمانية حديثاً، (على العكس من العديد من الأبرشيات الأخرى في لورين، احتفظت باسمها). وبعد هزيمة ألمانيا في الحرب العالمية الأولى، عادت أباتش مثل بقية الجزء الشمالي الشرقي من لورين إلى فرنسا من خلال معاهدة فرساي ، ومنذ ذلك الحين كانت اللغة الفرنسية هي اللغة الرسمية الوحيدة حتى عام 1940م، حيث احتلتها الإمبراطورية الألمانية في ظل حكم النازيين. وهكذا تم ضم أباتش لكنه لم يكن الضم بشكل كامل. وأصبحت أباتش فرنسية مرة أخرى منذ عام 1945م.
[
8
]
```